# Cooper Pillot
Cooper Pillot (Manhattan, 27 oktober 1994) is een Amerikaanse acteur.

## Informatie
Pillot is het bekendst door zijn rol als manager in The Naked Brothers Band. Hij heeft daarnaast meegespeeld in Getting Into Heaven met Nat Wolff, een toneelstuk geschreven door Polly Draper, die overigens ook de regisseur, schrijver, bedenker en uitvoerend producer van de serie is.

## Filmografie
- The Naked Brothers Band: The Movie (2005)
- The Naked Brothers Band (2007)
- The Naked Brothers Band: Battle of the Bands (2007)
- The Naked Brothers Band: Sidekicks (2008)
- The Naked Brothers Band: Polar Bears (2008)